# Коуз, Рональд
Ро́нальд Га́рри Ко́уз (англ. Ronald Harry Coase [kəʊs]; 29 декабря 1910, Уиллесден, Лондон — 2 сентября 2013, Чикаго) — английский экономист, один из родоначальников нового институционализма, лауреат премии по экономике памяти Альфреда Нобеля 1991 года «за открытие и прояснение точного смысла трансакционных издержек и прав собственности в институциональной структуре и функционировании экономики».

## Биография
После окончания в 1927 году средней школы в течение двух лет подготовился к промежуточным экзаменам на бакалаврскую степень, что засчитывалось за первый год учебы в университете.
В 1929 году поступил на второй курс Лондонской школы экономики (ЛШЭ). Окончил ЛШЭ (бакалавр коммерции (B. Com.)) в 1932 году.
В 1932—1934 годах преподавал в Университете Данди, в 1934—1935 годах в Ливерпульском университете, в 1935—1951 годах в ЛШЭ.
В 1951 году после защиты докторской диссертации переехал в США, на родину своей жены, где прожил оставшуюся жизнь, оставаясь британским гражданином.
Профессор в Университете штата Нью-Йорк в Буффало (1951—1958), Виргинском университете (1958—1964), Чикагском университете (с 1964). Был научным руководителем Института, носящего его имя.
Член-корреспондент Британской академии (1985).

## Научное творчество
В работе «Природа фирмы» (The Nature of Firm, 1937 год) рассматривает процесс порождения рыночной экономикой специфического рода издержек, которые он назвал «трансакционными». Второй знаменитой статьёй Коуза является «Проблема социальных издержек» (The Problem of Social Cost, 1960 год), в которой автор показал, что внешние эффекты могут быть интернализованы при помощи договора между сторонами, при условии того, что:
1. вмешательство со стороны правительства заключается только в спецификации прав собственности, то есть создание режима исключительности (режима, при котором субъект в состоянии эффективно исключить других экономических агентов из процесса принятия решения относительно использования исключительного правомочия) для отдельного индивида или группы посредством определения субъекта и объекта права, набора правомочий, которыми располагает данный субъект, а также механизма, обеспечивающего их соблюдение;
2. трансакционные издержки, при прочих равных условиях, равны нулю.

Данная теория получила название «теоремы Коуза».
Важное свойство, обнаруженное Коузом в теории отраслевых рынков, называется «догадкой Коуза». Если на рынке набор блага (или его ресурса) не ограничен, то монопольный производитель вынужден продавать товар по цене рынка совершенной конкуренции, то есть с нулевой прибылью. Потребители в курсе, что объём блага не ограничен, и решают ждать, поскольку монополист «никуда не денется» и будет вынужден снизить цену до себестоимости. В ответ монополист в такой ситуации может попытаться заставить потребителей поверить, что они не дождутся дешёвого товара, например, демонстративно уничтожив часть непроданного.

## Список произведений
- Coase, Ronald. The Nature of the Firm // Economica, Vol. 4, No. 16, November 1937 pp. 386—405 pdf (англ.) 
(также в сборнике Readings in Price Theory, Stigler and Boulding, editors. Chicago, R. D. Irwin, 1952).
- Coase, Ronald. The Problem of Social Cost // Journal of Law and Economics, v. 3, n°1 pp. 1-44, 1960 pdf (англ.).
- Coase, Ronald. Durability and Monopoly // Journal of Law and Economics, vol. 15(1), pp. 143—149, 1972.
- Coase, Ronald (1974). The Lighthouse in Economics. Journal of Law and Economics. 17 (2): 357–376. doi:10.1086/466796.
- Coase, Ronald. The Institutional Structure of Production // The American Economic Review, vol.82, n°4, pp. 713—719, 1992. (Nobel Prize lecture) html (англ.).

Издания на русском языке
- Коуз Р. Фирма, рынок и право / пер. с англ. Б. Пинскера. — М.: Дело ЛТД, 1993. — 192 с. — ISBN 5-86461-133-6.
- Коуз Р. Природа фирмы // Теория фирмы / Под ред. В. М. Гальперина. — СПб.: Экономическая школа, 1995. — С. 11−32. — Серия «Вехи экономической мысли». — ISBN 5-900428-18-4 (англ. The nature of the firm, 1937).
- Коуз Р. Г. Природа фирмы; «Природа фирмы»: истоки; «Природа фирмы»: истолкование; «Природа фирмы»: влияние; Нобелевская лекция «Институциональная структура производства»:

в сб.: Природа фирмы: К 50-летию выхода в свет работы Р. Коуза «Природа фирмы» / под ред. О. И. Уильямсона, С. Дж. Уинтера; пер. с англ. М. Я. Каждана; ред. пер. В. Г. Гребенников. — М.: Дело, 2001. — Серия «Современная институционально-эволюционная теория». — ISBN 5-7749-0226-9, ISBN 0-19-508356-3.
- Коуз Р. Фирма, рынок и право: сб. статей / пер. с англ. Б. Пинскера; науч. ред. Р. Капелюшников. — М.: Новое издательство, 2007. — 224 с. — Серия «Библиотека Фонда „Либеральная миссия“». — ISBN 978-5-98379-087-2.

В сборнике опубликованы статьи: Фирма, рынок и право (c. 7−35); Природа фирмы (c. 36−57); Экономика организации отрасли: программа исследований (c. 58−73); Спор о предельных издержках (c. 74−91); Проблема социальных издержек (c. 92−149); Заметки к «Проблеме социальных издержек» (c. 150−176); Маяк в экономической теории (c. 177−201).
- Коуз Р. Федеральная комиссия по связи. // Экономическая политика. — 2007. — № 3. — С. 111—146.
- Коуз Р. Очерки об экономической науке и экономистах / пер. с англ. М. Марков; науч. ред. Д. Расков. — М.; СПб: Изд-во Института Гайдара; Изд-во «Международные отношения»; Факультет свободных искусств и наук СПбГУ, 2015. — 288 с. (Серия «Новое экономическое мышление»)
- Коуз Р., Нин Ван. Как Китай стал капиталистическим = How China Became Capitalist / Пер. с англ. Анна Разинцева. — «Новое издательство», 2016. — 386 c. — Библиотека свободы — ISBN 978-5-98379-204-3